# Spelartrupper under World Cup i ishockey 2016
Här nedan listas alla spelartrupper under World Cup i ishockey 2016. Varje laguppställning bestod av 20 utespelare (forwards och backar) och tre målvakter. Alla åtta deltagande lag lämnade sin ursprungliga listan med sexton spelare den 2 mars 2016.

## Grupp A

### Kanada
Spelarna som var berättigad till att spela för Kanada var födda 1 oktober 1992 eller tidigare.
| Utespelare | Utespelare          | Utespelare | Utespelare        | Utespelare | Utespelare | Utespelare | Utespelare | Utespelare | Utespelare | Utespelare          |
| Nr         | Namn                | Pos        | Födelsedatum      | SP         | M          | A          | P          | Utv        | +/–        | Lag                 |
| ---------- | ------------------- | ---------- | ----------------- | ---------- | ---------- | ---------- | ---------- | ---------- | ---------- | ------------------- |
| 37         | Patrice Bergeron    | C          | 24 juli 1985      | 6          | 4          | 3          | 7          | 2          | +4         | Boston Bruins       |
| 4          | Jay Bouwmeester     | B          | 27 september 1983 | 6          | 0          | 1          | 1          | 4          | +6         | St. Louis Blues     |
| 88         | Brent Burns         | B          | 9 mars 1985       | 6          | 0          | 3          | 3          | 6          | +2         | San Jose Sharks     |
| 39         | Logan Couture       | C          | 28 mars 1989      | 6          | 1          | 3          | 4          | 0          | +3         | San Jose Sharks     |
| 87         | Sidney Crosby – C   | C          | 7 augusti 1987    | 6          | 3          | 7          | 10         | 0          | +8         | Pittsburgh Penguins |
| 8          | Drew Doughty        | B          | 8 december 1989   | 6          | 0          | 2          | 2          | 2          | +5         | Los Angeles Kings   |
| 9          | Matt Duchene        | C          | 16 januari 1991   | 6          | 2          | 2          | 4          | 2          | +3         | Colorado Avalanche  |
| 15         | Ryan Getzlaf        | C          | 10 maj 1985       | 5          | 0          | 3          | 3          | 4          | 0          | Anaheim Ducks       |
| 28         | Claude Giroux       | C          | 12 januari 1988   | 1          | 0          | 0          | 0          | 0          | 0          | Philadelphia Flyers |
| 63         | Brad Marchand       | VF         | 11 maj 1988       | 6          | 5          | 3          | 8          | 8          | +5         | Boston Bruins       |
| 7          | Jake Muzzin         | B          | 21 februari 1989  | 1          | 0          | 0          | 0          | 0          | +1         | Los Angeles Kings   |
| 90         | Ryan O'Reilly       | C          | 7 februari 1991   | 6          | 0          | 0          | 0          | 0          | -1         | Buffalo Sabres      |
| 24         | Corey Perry         | HF         | 16 maj 1985       | 6          | 2          | 0          | 2          | 2          | +3         | Anaheim Ducks       |
| 27         | Alex Pietrangelo    | B          | 18 januari 1990   | 6          | 1          | 2          | 3          | 2          | +5         | St. Louis Blues     |
| 91         | Steven Stamkos      | C          | 7 februari 1990   | 6          | 1          | 1          | 2          | 2          | +2         | Tampa Bay Lightning |
| 20         | John Tavares        | C          | 20 september 1990 | 6          | 1          | 3          | 4          | 0          | +2         | New York Islanders  |
| 97         | Joe Thornton        | C          | 2 juli 1979       | 6          | 1          | 1          | 2          | 2          | +2         | San Jose Sharks     |
| 16         | Jonathan Toews – A  | C          | 29 april 1988     | 6          | 3          | 2          | 5          | 0          | +6         | Chicago Blackhawks  |
| 44         | Marc-Édouard Vlasic | B          | 30 mars 1987      | 6          | 0          | 4          | 4          | 0          | +4         | San Jose Sharks     |
| 6          | Shea Weber – A      | B          | 14 augusti 1985   | 5          | 0          | 0          | 0          | 0          | +3         | Montreal Canadiens  |

| Målvakter | Målvakter      | Målvakter         | Målvakter | Målvakter | Målvakter | Målvakter | Målvakter | Målvakter | Målvakter | Målvakter           | Målvakter |
| Nr        | Namn           | Födelsedatum      | SP        | V         | F         | Sv%       | GAA       | SO        | Min       | Lag                 |           |
| --------- | -------------- | ----------------- | --------- | --------- | --------- | --------- | --------- | --------- | --------- | ------------------- | --------- |
| 50        | Corey Crawford | 31 december 1984  | 1         | 1         | 0         | ,950      | 1,00      | 0         | 60        | Chicago Blackhawks  |           |
| 70        | Braden Holtby  | 16 september 1989 | 0         | 0         | 0         | 1,000     | 0,00      | 0         | 0         | Washington Capitals |           |
| 1         | Carey Price    | 16 augusti 1987   | 5         | 5         | 0         | ,957      | 1,40      | 1         | 300       | Montreal Canadiens  |           |

| Ledning                      | Ledning        | Ledning            | Lagledning           | Lagledning       | Lagledning          |
| Funktion                     | Namn           | Lag                | Funktion             | Namn             | Lag                 |
| ---------------------------- | -------------- | ------------------ | -------------------- | ---------------- | ------------------- |
| General manager              | Doug Armstrong | St. Louis Blues    | Tränare              | Mike Babcock     | Toronto Maple Leafs |
| Assisterande general manager | Marc Bergevin  | Montreal Canadiens | Assisterande tränare | Claude Julien    | Boston Bruins       |
| Assisterande general manager | Rob Blake      | Los Angeles Kings  | Assisterande tränare | Bill Peters      | Carolina Hurricanes |
| Assisterande general manager | Ken Holland    | Detroit Red Wings  | Assisterande tränare | Joel Quenneville | Chicago Blackhawks  |
| Assisterande general manager | Bob Murray     | Anaheim Ducks      | Assisterande tränare | Barry Trotz      | Washington Capitals |

### Lag Europa
Spelarna som var berättigad till att spela för Lag Europa fick inte ha medborgarskap i de europeiska länder som spelade med egna landslag; Finland, Ryssland, Sverige och Tjeckien.
| Utespelare | Utespelare               | Utespelare | Utespelare       | Utespelare | Utespelare | Utespelare | Utespelare | Utespelare | Utespelare | Utespelare          |
| Nr         | Namn                     | Pos        | Födelsedatum     | SP         | M          | A          | P          | Utv        | +/–        | Lag                 |
| ---------- | ------------------------ | ---------- | ---------------- | ---------- | ---------- | ---------- | ---------- | ---------- | ---------- | ------------------- |
| 78         | Pierre-Édouard Bellemare | HF         | 6 mars 1985      | 6          | 1          | 1          | 2          | 4          | 0          | Philadelphia Flyers |
| 89         | Mikkel Bødker            | VF         | 16 december 1989 | 2          | 0          | 0          | 0          | 0          | -1         | San Jose Sharks     |
| 33         | Zdeno Chára – A          | B          | 18 mars 1977     | 6          | 2          | 0          | 2          | 6          | 0          | Boston Bruins       |
| 29         | Leon Draisaitl           | C          | 27 oktober 1995  | 6          | 2          | 0          | 2          | 0          | +2         | Edmonton Oilers     |
| 10         | Christian Ehrhoff        | B          | 6 juli 1982      | 6          | 0          | 3          | 3          | 6          | +2         | —                   |
| 12         | Marián Gáborík           | HF         | 14 februari 1982 | 4          | 2          | 0          | 2          | 2          | +2         | Los Angeles Kings   |
| 36         | Jannik Hansen            | HF         | 15 mars 1986     | 6          | 0          | 1          | 1          | 0          | -1         | Vancouver Canucks   |
| 81         | Marián Hossa             | HF         | 12 januari 1979  | 6          | 1          | 0          | 1          | 4          | -2         | Chicago Blackhawks  |
| 59         | Roman Josi               | B          | 1 juni 1990      | 6          | 0          | 0          | 0          | 2          | -1         | Nashville Predators |
| 11         | Anže Kopitar – C         | C          | 24 augusti 1987  | 6          | 0          | 4          | 4          | 2          | 0          | Los Angeles Kings   |
| 22         | Nino Niederreiter        | HF         | 8 september 1992 | 6          | 0          | 1          | 1          | 2          | +1         | Minnesota Wild      |
| 51         | Frans Nielsen            | C          | 24 april 1984    | 6          | 0          | 2          | 2          | 0          | -1         | Detroit Red Wings   |
| 8          | Tobias Rieder            | HF         | 10 januari 1993  | 6          | 0          | 1          | 1          | 0          | 0          | Arizona Coyotes     |
| 5          | Luca Sbisa               | B          | 30 januari 1990  | 1          | 0          | 0          | 0          | 0          | -1         | Vancouver Canucks   |
| 44         | Dennis Seidenberg        | B          | 18 juli 1981     | 5          | 0          | 1          | 1          | 2          | +1         | New York Islanders  |
| 2          | Andrej Sekera            | B          | 8 juni 1986      | 6          | 0          | 2          | 2          | 4          | +1         | Edmonton Oilers     |
| 7          | Mark Streit – A          | B          | 11 december 1977 | 6          | 0          | 0          | 0          | 4          | +1         | Philadelphia Flyers |
| 21         | Tomáš Tatar              | VF         | 1 december 1990  | 6          | 3          | 0          | 3          | 0          | 0          | Detroit Red Wings   |
| 26         | Thomas Vanek             | VF         | 19 januari 1984  | 6          | 0          | 1          | 1          | 2          | -2         | Detroit Red Wings   |
| 63         | Mats Zuccarello Aasen    | HF         | 1 september 1987 | 6          | 1          | 3          | 4          | 4          | +2         | New York Rangers    |

| Målvakter | Målvakter        | Målvakter        | Målvakter | Målvakter | Målvakter | Målvakter | Målvakter | Målvakter | Målvakter | Målvakter           |
| Nr        | Namn             | Födelsedatum     | SP        | V         | F         | Sv%       | GAA       | SO        | Min       | Lag                 |
| --------- | ---------------- | ---------------- | --------- | --------- | --------- | --------- | --------- | --------- | --------- | ------------------- |
| 1         | Thomas Greiss    | 29 januari 1986  | 0         | 0         | 0         | 1,000     | 0,00      | 0         | 0         | New York Islanders  |
| 31        | Philipp Grubauer | 25 november 1991 | 0         | 0         | 0         | 1,000     | 0,00      | 0         | 0         | Washington Capitals |
| 41        | Jaroslav Halák   | 13 maj 1985      | 6         | 3         | 3         | ,941      | 2,15      | 1         | 362       | New York Islanders  |

| Ledning         | Ledning           | Ledning              | Lagledning           | Lagledning    | Lagledning    |
| Funktion        | Namn              | Lag                  | Funktion             | Namn          | Lag           |
| --------------- | ----------------- | -------------------- | -------------------- | ------------- | ------------- |
| General manager | Miroslav Šatan    | —                    | Tränare              | Ralph Krueger | —             |
| Scout           | Peter Bondra      | —                    | Assisterande tränare | Paul Maurice  | Winnipeg Jets |
| Scout           | Sean Burke        | Arizona Coyotes      | Assisterande tränare | Brad Shaw     | —             |
| Scout           | Lorne Henning     | Genève-Servette HC   |                      |               |               |
| Scout           | Václav Nedomanský | Vegas Golden Knights |                      |               |               |

### Tjeckien
| Utespelare | Utespelare         | Utespelare | Utespelare       | Utespelare | Utespelare | Utespelare | Utespelare | Utespelare | Utespelare | Utespelare           |
| Nr         | Namn               | Pos        | Födelsedatum     | SP         | M          | A          | P          | Utv        | +/–        | Lag                  |
| ---------- | ------------------ | ---------- | ---------------- | ---------- | ---------- | ---------- | ---------- | ---------- | ---------- | -------------------- |
| 86         | Michal Birner      | VF         | 2 mars 1986      | 2          | 0          | 0          | 0          | 0          | -1         | Traktor Tjeljabinsk  |
| 10         | Roman Červenka     | C          | 29 november 1990 | 2          | 0          | 0          | 0          | 0          | -1         | Genève-Servette HC   |
| 12         | Radek Faksa        | C          | 9 januari 1994   | 1          | 0          | 0          | 0          | 0          | -1         | Dallas Stars         |
| 67         | Michael Frolík     | HF         | 17 februari 1988 | 3          | 0          | 1          | 1          | 0          | -2         | Calgary Flames       |
| 11         | Martin Hanzal      | C          | 20 februari 1987 | 3          | 1          | 1          | 2          | 2          | -2         | Arizona Coyotes      |
| 83         | Aleš Hemský – A    | HF         | 13 augusti 1983  | 3          | 0          | 2          | 2          | 2          | +1         | Dallas Stars         |
| 23         | Dmitrij Jaškin     | HF         | 23 mars 1993     | 3          | 0          | 0          | 0          | 0          | -3         | St. Louis Blues      |
| 47         | Michal Jordán      | B          | 17 juli 1990     | 3          | 0          | 1          | 1          | 2          | +2         | —                    |
| 6          | Michal Kempný      | B          | 8 september 1990 | 3          | 0          | 0          | 0          | 2          | -4         | Chicago Blackhawks   |
| 84         | Tomáš Kundrátek    | B          | 26 december 1989 | 1          | 0          | 0          | 0          | 0          | -1         | HC Slovan Bratislava |
| 9          | Milan Michálek     | VF         | 7 december 1984  | 3          | 2          | 1          | 3          | 2          | 0          | Toronto Maple Leafs  |
| 2          | Zbyněk Michálek    | B          | 23 december 1982 | 3          | 1          | 0          | 1          | 2          | +1         | Arizona Coyotes      |
| 33         | Jakub Nakládal     | B          | 30 december 1987 | 3          | 0          | 0          | 0          | 4          | +1         | —                    |
| 18         | Ondřej Palát       | VF         | 28 mars 1991     | 3          | 0          | 1          | 1          | 0          | 0          | Tampa Bay Lightning  |
| 88         | David Pastrňák     | HF         | 25 maj 1996      | 3          | 0          | 0          | 0          | 0          | -1         | Boston Bruins        |
| 14         | Tomáš Plekanec – C | C          | 31 oktober 1982  | 3          | 0          | 0          | 0          | 0          | -1         | Montreal Canadiens   |
| 64         | Roman Polák        | B          | 28 april 1986    | 3          | 0          | 1          | 1          | 0          | -4         | Toronto Maple Leafs  |
| 17         | Vladimír Sobotka   | C          | 2 juli 1987      | 3          | 0          | 1          | 1          | 0          | +1         | Avangard Omsk        |
| 62         | Andrej Šustr       | B          | 29 november 1990 | 3          | 1          | 0          | 1          | 2          | -1         | Tampa Bay Lightning  |
| 93         | Jakub Voráček – A  | C          | 15 augusti 1989  | 3          | 1          | 1          | 2          | 4          | -2         | Philadelphia Flyers  |

| Målvakter | Målvakter       | Målvakter       | Målvakter | Målvakter | Målvakter | Målvakter | Målvakter | Målvakter | Målvakter | Målvakter           |
| Nr        | Namn            | Födelsedatum    | SP        | V         | F         | Sv%       | GAA       | SO        | Min       | Lag                 |
| --------- | --------------- | --------------- | --------- | --------- | --------- | --------- | --------- | --------- | --------- | ------------------- |
| 34        | Petr Mrázek     | 14 januari 1992 | 2         | 1         | 1         | ,925      | 2,98      | 0         | 121       | Detroit Red Wings   |
| 30        | Michal Neuvirth | 23 mars 1988    | 2         | 0         | 1         | ,880      | 6,00      | 0         | 60        | Philadelphia Flyers |
| 31        | Ondřej Pavelec  | 31 augusti 1987 | 0         | 0         | 0         | 1,000     | 0,00      | 0         | 0         | Winnipeg Jets       |

| Ledning                      | Ledning         | Ledning                           | Lagledning           | Lagledning      | Lagledning     |
| Funktion                     | Namn            | Lag                               | Funktion             | Namn            | Lag            |
| ---------------------------- | --------------- | --------------------------------- | -------------------- | --------------- | -------------- |
| General manager              | Martin Ručinský | —                                 | Tränare              | Josef Jandač    | —              |
| Assisterande general manager | Milan Hnilička  | Tjeckiens herrlandslag i ishockey | Assisterande tränare | Jiří Kalous     | HC Sparta Prag |
| Chefsscout                   | Jiří Fischer    | Detroit Red Wings                 | Assisterande tränare | Václav Prospal  | —              |
|                              |                 |                                   | Assisterande tränare | Jaroslav Špaček | HC Škoda Plzeň |

### USA
Spelarna som var berättigad till att spela för USA var födda 1 oktober 1992 eller tidigare.
| Utespelare | Utespelare         | Utespelare | Utespelare       | Utespelare | Utespelare | Utespelare | Utespelare | Utespelare | Utespelare | Utespelare            |
| Nr         | Namn               | Pos        | Födelsedatum     | SP         | M          | A          | P          | Utv        | +/–        | Lag                   |
| ---------- | ------------------ | ---------- | ---------------- | ---------- | ---------- | ---------- | ---------- | ---------- | ---------- | --------------------- |
| 89         | Justin Abdelkader  | VF         | 25 februari 1987 | 3          | 1          | 0          | 1          | 2          | -1         | Detroit Red Wings     |
| 42         | David Backes       | C          | 1 maj 1984       | 2          | 0          | 0          | 0          | 0          | -1         | Boston Bruins         |
| 33         | Dustin Byfuglien   | B          | 27 mars 1985     | 2          | 0          | 1          | 1          | 2          | -1         | Winnipeg Jets         |
| 4          | John Carlson       | B          | 10 januari 1990  | 3          | 0          | 0          | 0          | 0          | -3         | Washington Capitals   |
| 19         | Brandon Dubinsky   | C          | 29 april 1986    | 2          | 0          | 1          | 1          | 4          | +1         | Columbus Blue Jackets |
| 6          | Erik Johnson       | B          | 21 mars 1988     | 2          | 0          | 0          | 0          | 2          | -2         | Colorado Avalanche    |
| 3          | Jack Johnson       | B          | 13 januari 1987  | 2          | 0          | 0          | 0          | 0          | -1         | Columbus Blue Jackets |
| 88         | Patrick Kane – A   | HF         | 19 november 1988 | 3          | 0          | 2          | 2          | 0          | -4         | Chicago Blackhawks    |
| 17         | Ryan Kesler        | C          | 31 augusti 1984  | 3          | 0          | 0          | 0          | 4          | -3         | Anaheim Ducks         |
| 27         | Ryan McDonagh      | B          | 13 juni 1989     | 3          | 2          | 0          | 2          | 0          | -2         | New York Rangers      |
| 2          | Matt Niskanen      | B          | 6 december 1986  | 3          | 0          | 0          | 0          | 0          | -3         | Pittsburgh Penguins   |
| 74         | T.J. Oshie         | HF         | 23 december 1986 | 3          | 1          | 0          | 1          | 0          | -2         | Washington Capitals   |
| 67         | Max Pacioretty     | VF         | 20 november 1988 | 3          | 0          | 0          | 0          | 2          | -1         | Montreal Canadiens    |
| 23         | Kyle Palmieri      | HF         | 1 februari 1991  | 2          | 0          | 0          | 0          | 0          | 0          | New Jersey Devils     |
| 9          | Zach Parise        | VF         | 28 juli 1984     | 3          | 0          | 1          | 1          | 4          | -2         | Minnesota Wild        |
| 8          | Joe Pavelski – C   | C          | 11 juli 1984     | 3          | 1          | 1          | 2          | 0          | -1         | San Jose Sharks       |
| 21         | Derek Stepan       | C          | 18 juni 1990     | 3          | 0          | 1          | 1          | 0          | -4         | New York Rangers      |
| 20         | Ryan Suter – A     | B          | 21 januari 1985  | 3          | 0          | 1          | 1          | 0          | -2         | Minnesota Wild        |
| 16         | James van Riemsdyk | VF         | 31 augusti 1986  | 3          | 0          | 1          | 1          | 0          | -4         | Toronto Maple Leafs   |
| 26         | Blake Wheeler      | HF         | 31 augusti 1986  | 3          | 0          | 1          | 1          | 0          | 0          | Winnipeg Jets         |

| Målvakter | Målvakter      | Målvakter        | Målvakter | Målvakter | Målvakter | Målvakter | Målvakter | Målvakter | Målvakter | Målvakter           |
| Nr        | Namn           | Födelsedatum     | SP        | V         | F         | Sv%       | GAA       | SO        | Min       | Lag                 |
| --------- | -------------- | ---------------- | --------- | --------- | --------- | --------- | --------- | --------- | --------- | ------------------- |
| 30        | Ben Bishop     | 21 november 1986 | 1         | 0         | 1         | ,800      | 6,00      | 0         | 40        | Tampa Bay Lightning |
| 32        | Jonathan Quick | 21 januari 1986  | 2         | 0         | 2         | ,863      | 3,56      | 0         | 118       | Los Angeles Kings   |
| 35        | Cory Schneider | 18 mars 1986     | 1         | 0         | 0         | 1,000     | 0,00      | 0         | 18        | New Jersey Devils   |

| Ledning                        | Ledning       | Ledning             | Lagledning           | Lagledning      | Lagledning             |
| Funktion                       | Namn          | Lag                 | Funktion             | Namn            | Lag                    |
| ------------------------------ | ------------- | ------------------- | -------------------- | --------------- | ---------------------- |
| General manager                | Dean Lombardi | Los Angeles Kings   | Tränare              | John Tortorella | Columbus Blue Jackets  |
| Assisterande general manager   | Paul Holmgren | Philadelphia Flyers | Assisterande tränare | Jack Capuano    | New York Islanders     |
| Rådgivare till general manager | Brian Burke   | Calgary Flames      | Assisterande tränare | Scott Gordon    | Lehigh Valley Phantoms |
|                                |               |                     | Assisterande tränare | Phil Housley    | Nashville Predators    |
|                                |               |                     | Assisterande tränare | John Hynes      | New Jersey Devils      |
|                                |               |                     | Assisterande tränare | Mike Sullivan   | Pittsburgh Penguins    |

## Grupp B

### Finland
| Utespelare | Utespelare            | Utespelare | Utespelare        | Utespelare | Utespelare | Utespelare | Utespelare | Utespelare | Utespelare | Utespelare          |
| Nr         | Namn                  | Pos        | Födelsedatum      | SP         | M          | A          | P          | Utv        | +/–        | Lag                 |
| ---------- | --------------------- | ---------- | ----------------- | ---------- | ---------- | ---------- | ---------- | ---------- | ---------- | ------------------- |
| 20         | Sebastian Aho         | VF         | 26 juli 1997      | 3          | 0          | 0          | 0          | 0          | -1         | Carolina Hurricanes |
| 91         | Aleksandr Barkov, Jr. | C          | 2 september 1995  | 3          | 0          | 0          | 0          | 0          | -1         | Florida Panthers    |
| 27         | Joonas Donskoi        | HF         | 13 april 1992     | 3          | 0          | 0          | 0          | 0          | -1         | San Jose Sharks     |
| 51         | Valtteri Filppula – A | C          | 20 mars 1984      | 3          | 1          | 0          | 1          | 0          | -3         | Tampa Bay Lightning |
| 64         | Mikael Granlund       | C          | 26 februari 1992  | 3          | 0          | 0          | 0          | 0          | -4         | Minnesota Wild      |
| 56         | Erik Haula            | C          | 23 mars 1991      | 1          | 0          | 0          | 0          | 0          | -1         | Minnesota Wild      |
| 36         | Jussi Jokinen – A     | VF         | 1 april 1983      | 3          | 0          | 1          | 1          | 2          | -3         | Florida Panthers    |
| 2          | Jyrki Jokipakka       | B          | 20 augusti 1991   | 2          | 0          | 0          | 0          | 2          | -1         | Calgary Flames      |
| 9          | Mikko Koivu – C       | C          | 12 mars 1983      | 3          | 0          | 0          | 0          | 0          | -3         | Minnesota Wild      |
| 71         | Leo Komarov           | C          | 23 januari 1987   | 3          | 0          | 1          | 1          | 2          | -1         | Toronto Maple Leafs |
| 28         | Lauri Korpikoski      | VF         | 28 juli 1986      | 3          | 0          | 0          | 0          | 4          | -1         | —                   |
| 29         | Patrik Laine          | VF         | 19 april 1998     | 3          | 0          | 0          | 0          | 0          | -1         | Winnipeg Jets       |
| 12         | Jori Lehterä          | C          | 23 december 1987  | 3          | 0          | 0          | 0          | 2          | -1         | St. Louis Blues     |
| 18         | Sami Lepistö          | B          | 17 oktober 1984   | 3          | 0          | 0          | 0          | 2          | -3         | Salavat Julajev Ufa |
| 7          | Esa Lindell           | B          | 23 maj 1994       | 1          | 0          | 0          | 0          | 0          | -1         | Dallas Stars        |
| 3          | Olli Määttä           | B          | 22 augusti 1994   | 3          | 0          | 0          | 0          | 0          | -1         | Pittsburgh Penguins |
| 22         | Ville Pokka           | B          | 3 juli 1994       | 3          | 0          | 0          | 0          | 0          | -2         | Chicago Blackhawks  |
| 55         | Rasmus Ristolainen    | B          | 27 oktober 1994   | 3          | 0          | 0          | 0          | 0          | -2         | Buffalo Sabres      |
| 86         | Teuvo Teräväinen      | C          | 11 september 1994 | 2          | 0          | 0          | 0          | 0          | -1         | Carolina Hurricanes |
| 45         | Sami Vatanen          | B          | 3 juni 1991       | 3          | 0          | 0          | 0          | 2          | -3         | Anaheim Ducks       |

| Målvakter | Målvakter      | Målvakter       | Målvakter | Målvakter | Målvakter | Målvakter | Målvakter | Målvakter | Målvakter | Målvakter            |
| Nr        | Namn           | Födelsedatum    | SP        | V         | F         | Sv%       | GAA       | SO        | Min       | Lag                  |
| --------- | -------------- | --------------- | --------- | --------- | --------- | --------- | --------- | --------- | --------- | -------------------- |
| 19        | Mikko Koskinen | 18 juli 1988    | 0         | 0         | 0         | 1,000     | 0,00      | 0         | 0         | SKA Sankt Petersburg |
| 40        | Tuukka Rask    | 10 mars 1987    | 2         | 0         | 2         | ,920      | 2,02      | 0         | 119       | Boston Bruins        |
| 35        | Pekka Rinne    | 3 november 1982 | 1         | 0         | 1         | ,907      | 4,00      | 0         | 60        | Nashville Predators  |

| Ledning                      | Ledning          | Ledning                          | Lagledning           | Lagledning       | Lagledning                       |
| Funktion                     | Namn             | Lag                              | Funktion             | Namn             | Lag                              |
| ---------------------------- | ---------------- | -------------------------------- | -------------------- | ---------------- | -------------------------------- |
| General manager              | Jere Lehtinen    | Finlands herrlandslag i ishockey | Tränare              | Lauri Marjamäki  | Finlands herrlandslag i ishockey |
| Assisterande general manager | Jarmo Kekäläinen | Columbus Blue Jackets            | Assisterande tränare | Waltteri Immonen | EV Zug                           |
| Rådgivare till ledningen     | Teemu Selänne    | —                                | Assisterande tränare | Kalle Kaskinen   | HC TPS                           |
| Rådgivare till lagledningen  | Saku Koivu       | HC TPS                           | Assisterande tränare | Teppo Numminen   | —                                |
| Rådgivare och scout          | Kimmo Timonen    | —                                |                      |                  |                                  |

### Lag Nordamerika
Spelarna som var berättigad till att spela för Lag Nordamerika var födda 2 oktober 1992 eller senare.
| Utespelare | Utespelare          | Utespelare | Utespelare        | Utespelare | Utespelare | Utespelare | Utespelare | Utespelare | Utespelare | Utespelare            |
| Nr         | Namn                | Pos        | Födelsedatum      | SP         | M          | A          | P          | Utv        | +/–        | Lag                   |
| ---------- | ------------------- | ---------- | ----------------- | ---------- | ---------- | ---------- | ---------- | ---------- | ---------- | --------------------- |
| 14         | Sean Couturier – A  | C          | 7 december 1992   | 3          | 0          | 0          | 0          | 0          | -2         | Philadelphia Flyers   |
| 72         | Jonathan Drouin     | VF         | 28 mars 1995      | 3          | 1          | 0          | 1          | 0          | +2         | Tampa Bay Lightning   |
| 15         | Jack Eichel         | C          | 28 oktober 1996   | 3          | 1          | 1          | 2          | 0          | 0          | Buffalo Sabres        |
| 5          | Aaron Ekblad – A    | B          | 7 februari 1996   | 1          | 0          | 0          | 0          | 0          | 0          | Florida Panthers      |
| 13         | Johnny Gaudreau     | VF         | 13 augusti 1993   | 3          | 2          | 2          | 4          | 0          | +2         | Calgary Flames        |
| 53         | Shayne Gostisbehere | B          | 20 april 1993     | 3          | 0          | 4          | 4          | 4          | +4         | Philadelphia Flyers   |
| 3          | Seth Jones          | B          | 3 oktober 1994    | 3          | 0          | 0          | 0          | 2          | -3         | Columbus Blue Jackets |
| 71         | Dylan Larkin        | C          | 30 juli 1996      | 2          | 0          | 1          | 1          | 2          | -1         | Detroit Red Wings     |
| 29         | Nathan MacKinnon    | C          | 1 september 1995  | 3          | 2          | 1          | 3          | 2          | +2         | Colorado Avalanche    |
| 34         | Auston Matthews     | C          | 17 september 1997 | 3          | 2          | 1          | 3          | 0          | +2         | Toronto Maple Leafs   |
| 97         | Connor McDavid – C  | C          | 13 januari 1997   | 3          | 0          | 3          | 3          | 4          | +1         | Edmonton Oilers       |
| 10         | J.T. Miller         | C          | 14 mars 1993      | 1          | 0          | 0          | 0          | 0          | -1         | New York Rangers      |
| 27         | Ryan Murray         | B          | 27 september 1993 | 3          | 0          | 0          | 0          | 0          | -3         | Columbus Blue Jackets |
| 93         | Ryan Nugent-Hopkins | C          | 12 april 1993     | 3          | 1          | 2          | 3          | 2          | +1         | Edmonton Oilers       |
| 4          | Colton Parayko      | B          | 12 maj 1993       | 3          | 0          | 3          | 3          | 2          | +3         | St. Louis Blues       |
| 44         | Morgan Rielly       | B          | 9 mars 1994       | 3          | 1          | 1          | 2          | 0          | 0          | Toronto Maple Leafs   |
| 20         | Brandon Saad        | VF         | 27 oktober 1992   | 3          | 0          | 0          | 0          | 2          | -2         | Columbus Blue Jackets |
| 55         | Mark Scheifele      | C          | 15 mars 1993      | 3          | 0          | 1          | 1          | 2          | 0          | Winnipeg Jets         |
| 23         | Vincent Trocheck    | C          | 11 juli 1993      | 3          | 1          | 0          | 1          | 2          | 0          | Florida Panthers      |
| 8          | Jacob Trouba        | B          | 26 februari 1994  | 2          | 0          | 0          | 0          | 0          | -1         | Winnipeg Jets         |

| Målvakter | Målvakter         | Målvakter    | Målvakter | Målvakter | Målvakter | Målvakter | Målvakter | Målvakter | Målvakter | Målvakter           |
| Nr        | Namn              | Födelsedatum | SP        | V         | F         | Sv%       | GAA       | SO        | Min       | Lag                 |
| --------- | ----------------- | ------------ | --------- | --------- | --------- | --------- | --------- | --------- | --------- | ------------------- |
| 36        | John Gibson       | 14 juli 1993 | 2         | 1         | 0         | ,932      | 2,09      | 0         | 86        | Anaheim Ducks       |
| 37        | Connor Hellebuyck | 19 maj 1993  | 0         | 0         | 0         | 1,000     | 0,00      | 0         | 0         | Winnipeg Jets       |
| 30        | Matt Murray       | 25 maj 1994  | 2         | 1         | 1         | ,886      | 3,16      | 0         | 95        | Pittsburgh Penguins |

| Ledning                        | Ledning         | Ledning             | Lagledning           | Lagledning    | Lagledning          |
| Funktion                       | Namn            | Lag                 | Funktion             | Namn          | Lag                 |
| ------------------------------ | --------------- | ------------------- | -------------------- | ------------- | ------------------- |
| General manager                | Peter Chiarelli | Edmonton Oilers     | Tränare              | Todd McLellan | Edmonton Oilers     |
| Assisterande general manager   | Stan Bowman     | Chicago Blackhawks  | Assisterande tränare | Jon Cooper    | Tampa Bay Lightning |
| Rådgivare till general manager | Adam Graves     | New York Rangers    | Assisterande tränare | Peter DeBoer  | San Jose Sharks     |
| Chef för spelarpersonalen      | Pat Verbeek     | Tampa Bay Lightning | Assisterande tränare | Dave Tippett  | Arizona Coyotes     |
|                                |                 |                     | Assisterande tränare | Jay Woodcroft | Edmonton Oilers     |

### Ryssland
| Utespelare | Utespelare             | Utespelare | Utespelare        | Utespelare | Utespelare | Utespelare | Utespelare | Utespelare | Utespelare | Utespelare           |
| Nr         | Namn                   | Pos        | Födelsedatum      | SP         | M          | A          | P          | Utv        | +/–        | Lag                  |
| ---------- | ---------------------- | ---------- | ----------------- | ---------- | ---------- | ---------- | ---------- | ---------- | ---------- | -------------------- |
| 42         | Artjom Anisimov        | C          | 24 maj 1988       | 4          | 0          | 1          | 1          | 2          | -2         | Chicago Blackhawks   |
| 63         | Jevgenij Dadonov       | HF         | 12 mars 1989      | 4          | 0          | 1          | 1          | 0          | +2         | SKA Sankt Petersburg |
| 13         | Pavel Datsiuk – A      | C          | 20 juli 1978      | 2          | 0          | 2          | 2          | 0          | +1         | SKA Sankt Petersburg |
| 74         | Aleksej Jemelin        | B          | 25 april 1986     | 4          | 0          | 1          | 1          | 0          | -1         | Montreal Canadiens   |
| 7          | Dmitrij Kulikov        | B          | 29 oktober 1990   | 4          | 0          | 0          | 0          | 0          | 0          | Buffalo Sabres       |
| 41         | Nikolaj Kuljemin       | VF         | 14 juli 1986      | 4          | 0          | 2          | 2          | 0          | +1         | New York Islanders   |
| 86         | Nikita Kutjerov        | HF         | 17 juni 1993      | 4          | 2          | 1          | 3          | 0          | +1         | Tampa Bay Lightning  |
| 92         | Jevgenij Kuznetsov     | C          | 19 maj 1992       | 4          | 2          | 0          | 2          | 6          | 0          | Washington Capitals  |
| 71         | Jevgenij Malkin – A    | C          | 31 juli 1986      | 4          | 1          | 2          | 3          | 2          | +4         | Pittsburgh Penguins  |
| 79         | Andrej Markov          | B          | 20 december 1978  | 4          | 0          | 0          | 0          | 6          | -2         | Montreal Canadiens   |
| 47         | Aleksej Martjenko      | B          | 2 januari 1992    | 4          | 0          | 0          | 0          | 0          | 0          | Detroit Red Wings    |
| 90         | Vladislav Namestnikov  | C          | 22 november 1992  | 3          | 1          | 0          | 1          | 0          | +1         | Tampa Bay Lightning  |
| 89         | Nikita Nesterov        | B          | 28 mars 1993      | 1          | 0          | 0          | 0          | 0          | 0          | Tampa Bay Lightning  |
| 9          | Dmitrij Orlov          | B          | 23 juli 1991      | 4          | 0          | 0          | 0          | 4          | +3         | Washington Capitals  |
| 8          | Aleksandr Ovetjkin – C | VF         | 17 september 1985 | 4          | 1          | 2          | 3          | 6          | +1         | Washington Capitals  |
| 27         | Artemij Panarin        | VF         | 30 oktober 1991   | 4          | 1          | 1          | 2          | 4          | +1         | Chicago Blackhawks   |
| 87         | Vadim Sjipatjov        | C          | 12 mars 1987      | 2          | 0          | 1          | 1          | 2          | +1         | SKA Sankt Petersburg |
| 91         | Vladimir Tarasenko     | HF         | 13 december 1991  | 4          | 2          | 0          | 2          | 2          | +1         | St. Louis Blues      |
| 77         | Ivan Telegin           | C          | 28 februari 1992  | 4          | 1          | 2          | 3          | 0          | +1         | HK CSKA Moskva       |
| 22         | Nikita Zajtsev         | B          | 29 oktober 1991   | 4          | 0          | 2          | 2          | 2          | +3         | Toronto Maple Leafs  |

| Målvakter | Målvakter          | Målvakter         | Målvakter | Målvakter | Målvakter | Målvakter | Målvakter | Målvakter | Målvakter | Målvakter             |
| Nr        | Namn               | Födelsedatum      | SP        | V         | F         | Sv%       | GAA       | SO        | Min       | Lag                   |
| --------- | ------------------ | ----------------- | --------- | --------- | --------- | --------- | --------- | --------- | --------- | --------------------- |
| 72        | Sergej Bobrovskij  | 20 september 1988 | 4         | 2         | 2         | ,930      | 2,53      | 1         | 237       | Columbus Blue Jackets |
| 1         | Semjon Varlamov    | 27 april 1988     | 0         | 0         | 0         | 1,000     | 0,00      | 0         | 0         | Colorado Avalanche    |
| 88        | Andrej Vasilevskij | 25 juli 1994      | 0         | 0         | 0         | 1,000     | 0,00      | 0         | 0         | Tampa Bay Lightning   |

| Lagledning           | Lagledning      | Lagledning                        | Lagledning |
| Funktion             | Namn            | Lag                               |            |
| -------------------- | --------------- | --------------------------------- | ---------- |
| Tränare              | Oleg Znarok     | Rysslands herrlandslag i ishockey |            |
| Assisterande tränare | Harijs Vītoliņš | Rysslands herrlandslag i ishockey |            |

### Sverige
| Utespelare | Utespelare           | Utespelare | Utespelare        | Utespelare | Utespelare | Utespelare | Utespelare | Utespelare | Utespelare | Utespelare          |
| Nr         | Namn                 | Pos        | Födelsedatum      | SP         | M          | A          | P          | Utv        | +/–        | Lag                 |
| ---------- | -------------------- | ---------- | ----------------- | ---------- | ---------- | ---------- | ---------- | ---------- | ---------- | ------------------- |
| 11         | Mikael Backlund      | C          | 17 mars 1989      | 2          | 0          | 0          | 0          | 0          | 0          | Calgary Flames      |
| 17         | Patrik Berglund      | C          | 2 juni 1988       | 2          | 1          | 0          | 1          | 0          | -1         | St. Louis Blues     |
| 19         | Nicklas Bäckström    | C          | 23 november 1987  | 4          | 2          | 2          | 4          | 2          | +3         | Washington Capitals |
| 14         | Mattias Ekholm       | B          | 24 maj 1990       | 4          | 0          | 0          | 0          | 2          | +2         | Nashville Predators |
| 23         | Oliver Ekman Larsson | B          | 17 juli 1991      | 4          | 0          | 0          | 0          | 4          | -1         | Arizona Coyotes     |
| 21         | Loui Eriksson        | HF         | 17 juli 1985      | 4          | 1          | 0          | 1          | 0          | 0          | Boston Bruins       |
| 9          | Filip Forsberg       | VF         | 13 augusti 1994   | 4          | 1          | 1          | 2          | 2          | +1         | Nashville Predators |
| 62         | Carl Hagelin         | VF         | 23 augusti 1988   | 4          | 0          | 1          | 1          | 0          | +1         | Pittsburgh Penguins |
| 77         | Victor Hedman        | B          | 18 december 1990  | 4          | 1          | 0          | 1          | 0          | -1         | Tampa Bay Lightning |
| 4          | Niklas Hjalmarsson   | B          | 6 juni 1987       | 4          | 0          | 0          | 0          | 2          | -1         | Chicago Blackhawks  |
| 72         | Patric Hörnqvist     | HF         | 1 januari 1987    | 4          | 0          | 2          | 2          | 0          | +2         | Pittsburgh Penguins |
| 65         | Erik Karlsson – A    | B          | 31 maj 1990       | 4          | 1          | 3          | 4          | 2          | +2         | Ottawa Senators     |
| 16         | Marcus Krüger        | C          | 27 maj 1990       | 4          | 0          | 0          | 0          | 0          | -1         | Chicago Blackhawks  |
| 92         | Gabriel Landeskog    | VF         | 23 november 1992  | 4          | 1          | 0          | 1          | 2          | -1         | Colorado Avalanche  |
| 47         | Hampus Lindholm      | B          | 20 januari 1994   | 0          | 0          | 0          | 0          | 0          | 0          | Anaheim Ducks       |
| 22         | Daniel Sedin – A     | VF         | 26 september 1980 | 4          | 0          | 2          | 2          | 0          | 0          | Vancouver Canucks   |
| 33         | Henrik Sedin – C     | C          | 26 september 1980 | 4          | 0          | 3          | 3          | 0          | 0          | Vancouver Canucks   |
| 18         | Jakob Silfverberg    | VF         | 13 oktober 1990   | 4          | 0          | 0          | 0          | 2          | +1         | Anaheim Ducks       |
| 6          | Anton Strålman       | B          | 1 augusti 1986    | 4          | 1          | 1          | 2          | 6          | -1         | Tampa Bay Lightning |
| 34         | Carl Söderberg       | C          | 12 oktober 1985   | 4          | 0          | 1          | 1          | 4          | -2         | Colorado Avalanche  |

| Målvakter | Målvakter        | Målvakter       | Målvakter | Målvakter | Målvakter | Målvakter | Målvakter | Målvakter | Målvakter | Målvakter           |
| Nr        | Namn             | Födelsedatum    | SP        | V         | F         | Sv%       | GAA       | SO        | Min       | Lag                 |
| --------- | ---------------- | --------------- | --------- | --------- | --------- | --------- | --------- | --------- | --------- | ------------------- |
| 1         | Jhonas Enroth    | 25 juni 1988    | 0         | 0         | 0         | 1,000     | 0,00      | 0         | 0         | Toronto Maple Leafs |
| 30        | Henrik Lundqvist | 2 mars 1982     | 3         | 1         | 1         | ,940      | 2,25      | 1         | 187       | New York Rangers    |
| 25        | Jacob Markström  | 31 januari 1990 | 1         | 1         | 0         | ,964      | 1,00      | 0         | 60        | Vancouver Canucks   |

| Ledning   | Ledning           | Ledning                   | Lagledning           | Lagledning      | Lagledning                       |
| Funktion  | Namn              | Lag                       | Funktion             | Namn            | Lag                              |
| --------- | ----------------- | ------------------------- | -------------------- | --------------- | -------------------------------- |
| Lagledare | Peter Forsberg    | Svenska ishockeyförbundet | Tränare              | Rikard Grönborg | Sveriges herrlandslag i ishockey |
| Rådgivare | Daniel Alfredsson | Ottawa Senators           | Assisterande tränare | Johan Garpenlöv | —                                |
| Rådgivare | Nicklas Lidström  | Detroit Red Wings         | Assisterande tränare | Peter Popovic   | Sveriges herrlandslag i ishockey |
| Rådgivare | Mats Sundin       | —                         |                      |                 |                                  |